# Лоптица за голф
Лоптица за голф је направљена за коришћење у голфу. Додатак „Правила голфа“ (Rules of Golf) дефинише да лоптица не сме да има масу мању од 45,93 g, да њен пречник не сме бити мањи од 42,67 mm и да облик не сме да се значајно разликује од симетричне сфере.